# Sachs Harbour (David Nasogaluak Jr. Saaryuaq) Airport
Sachs Harbour (David Nasogaluak Jr. Saaryuaq) Airport är en flygplats i Kanada.   Den ligger i territoriet Northwest Territories, i den norra delen av landet, 3 900 km nordväst om huvudstaden Ottawa. Sachs Harbour (David Nasogaluak Jr. Saaryuaq) Airport ligger 85 meter över havet.